# NGC 1249
NGC 1249 je galaksija u zviježđu Sat.

## Vanjske poveznice
- SEDS: NGC 1249